# Cháo lòng

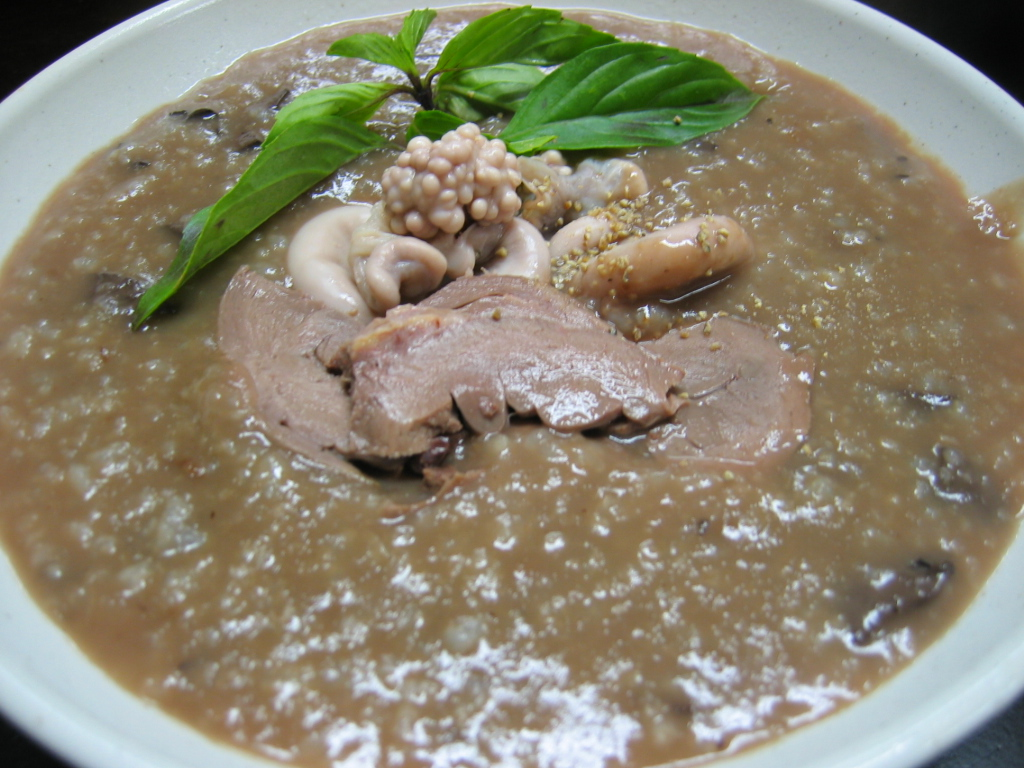
Một bát cháo lòng

Cháo lòng là món cháo được nấu theo phương thức nấu cháo thông thường, trong sự kết hợp với nước dùng ngọt làm từ xương lợn hay nước luộc lòng lợn, và nguyên liệu chính cho bát cháo không thể thiếu các món phủ tạng lợn luộc, dồi. Cháo lòng tương đối phổ thông thậm chí khá bình dân trong ẩm thực Việt Nam, được bán rộng rãi tại các cửa hàng lòng lợn trong cả nước, tạo nên một bộ ba sản phẩm được ăn theo thứ tự trong bữa ăn là tiết canh, lòng lợn, cháo lòng, và thường kết hợp với rượu đế.
Ở Hàn Quốc cũng có món cháo lòng có tên là soondaeguk (순대국). Các loại phổ biến nhất của sundae được làm bằng ruột lợn nhồi với lúa mạch, và tiết canh lợn, mặc dù một số biến thể cũng chứa tía tô, hành lá, tương đậu nành dạng sệt lên men, gạo nếp, kimchi, và đậu tương mầm. Đó là một món ăn đường phố nổi tiếng ở Bắc Triều Tiên và Hàn Quốc. Trong thực tế, có một khu phố gọi là Sundae Town trong Sillim-dong mà có nhiều nhà hàng chuyên sundae. Đôi khi nó bao gồm phần béo của ruột, gan, phổi, những mảnh sụn, và thịt của lợn.

## Nguyên liệu
Nguyên liệu để thực hiện món cháo lòng thường bao gồm 4 nhóm thực phẩm, gia vị:
- Nguyên liệu để làm nước dùng: có thể là xương lợn được chặt, đập vỡ để ninh nước ngọt, kết hợp với chút muối ăn vài nhánh hành tây hoặc hành củ. Người nấu cháo lòng tại các cửa hàng lòng lợn tiết canh thường tận dụng nước luộc lòng lợn rất ngon ngọt (gọi là nước xuýt) để chế biến cháo.
- Gạo: gạo nếp hoặc gạo tẻ thơm dẻo, phải được rang lên trên chảo nóng cho vàng, sau đó mới nấu, thường một lạng gạo nấu trong 2,5 lít nước. Một số nơi giã giập gạo để bát cháo mịn và nhuyễn, nhiều nơi để nguyên hạt gạo khi nấu cho hạt gạo trong cháo nở bung (cháo hoa).
- Lòng lợn: tên gọi khái quát của tập hợp hầu hết các phủ tạng lợn được luộc, nướng như tim, cật, gan, dồi (thường làm từ ruột già nhồi tiết và các loại gia vị), lá lách, dạ dày, ruột non, tràng, lưỡi, mắt v.v.
- Gia vị ăn kèm: ớt bột, hạt tiêu bột, gừng, hành hoa (và có thể còn có cả giá đỗ) cho vào bát cháo. Một đĩa rau sống bao gồm húng quế, ngổ, mùi tàu, dọc hành hoa v.v. ăn kèm. Nước mắm, mì chính và bột canh, vài quả ớt tươi vài lát chanh như phụ gia cho những thực khách thích ăn đậm đà hơn.

## Chế biến
Xương lợn đập dập ninh với chút hành hoa hoặc hành củ, hớt bọt để nước dùng trong. Gạo đãi sạch và tùy sở trường người nội trợ, tùy địa phương có thể để nguyên hạt gạo, giã gạo nhỏ mịn hoặc rang gạo trước khi nấu. Gạo được trút vào nồi nước dùng và nấu đến khi thành phẩm chín nhừ, sánh đặc. Các loại phủ tạng lợn chế biến như quy trình chế biến món lòng lợn thông thường, thái to bản và mỏng. Các loại rau thơm rửa sạch bày lên đĩa.
Một số địa phương còn thực hiện công đoạn băm nhuyễn giá sống, ớt tươi xào chín với chút dầu ăn, tỏi băm, để gia vào bát cháo.

## Trình bày và thưởng thức
Cho hành ngò thái nhỏ xuống bát, múc cháo vào bát và bày lên bề mặt cháo các loại phủ tạng lợn, mỗi loại một vài lát, vài miếng. Một số địa phương và một số người nội trợ còn cắt miếng các loại phủ tạng đã luộc chín, cho lại vào nồi cháo cho món lòng nóng rồi mới múc chia vào bát. Thực khách rắc thêm bột ớt, bột hồ tiêu v.v. tùy thích và thưởng thức khi bát cháo thật nóng.
Ngoài cách ăn thông thường thay cho một bữa ăn gia đình như các loại cháo, cơm khác, cháo lòng thường được ăn cuối một bữa nhậu lai rai tại các quán cháo lòng tiết canh. Nhiều khi thực khách chỉ cần gọi bát cháo không cần gia thêm lòng lợn, do trước khi ăn cháo đã thưởng thức một đĩa lòng.
Cháo lòng tại miền Bắc thường bán vào buổi sáng, lúc nào cũng có tiết canh và kèm những loại rượu đặc trưng của miền Bắc, khách đến quán có thói quen ăn tiết canh, lòng lợn, cháo và uống chút rượu. Cháo lòng miền Nam lại đông khách vào buổi chiều.

## Cháo lòng và cháo huyết
Cẩm Tuyết, trong khi hướng dẫn món cháo lòng đã cho biết sự khác biệt giữa cháo lòng, cháo huyết và cháo lòng huyết. Theo đó món cháo lòng với phương thức chế biến công phu, những phủ tạng lợn đặc sản như tim, gan, cật, dạ dày cho vào bát cháo khiến món cháo lòng trở thành món ăn khá sang trọng và đắt tiền, còn cháo huyết bình dân hơn với tô cháo lèo tèo vài miếng phổi, huyết cứng, thịt vụn. Nước ngọt của cháo huyết do tiết tạo ra là chính chứ không dùng xương ninh. Phần huyết cho vào bát cháo huyết thường là tiết cuối khi chọc tiết lợn (huyết đầu tươi, nóng được dùng làm tiết canh, huyết giữa đặc hơn dùng làm tiết luộc xắt miếng). Tiết cuối rất loãng vì lẫn với huyết tương và được bán khá rẻ, tạo nên bát cháo huyết màu sắc xỉn đen và lợn cợn huyết vụn, giá rất bình dân.

## Thông tin khác
Màu sắc ngả màu cháo lòng thường được dùng để chỉ những bộ quần áo màu trắng đã cũ, ngả sang màu trắng đục pha đen xỉn.